# Бартон (Канзас)
Бартон (енгл. Burrton) град је у америчкој савезној држави Канзас.

## Демографија
По попису из 2010. године број становника је 901, што је 31 (-3,3%) становника мање него 2000. године.
| Група             | 2000.       | 2010.       |
| Белци             | 852 (91,4%) | 815 (90,5%) |
| Афроамериканци    | 9 (1,0%)    | 4 (0,4%)    |
| Азијати           | 0 (0,0%)    | 1 (0,1%)    |
| Хиспаноамериканци | 48 (5,2%)   | 56 (6,2%)   |
| Укупно            | 932         | 901         |